# Andrew James Allen
Andrew James Allen (* 16. Juli 1987 in Redmond, Washington) ist ein US-amerikanischer Schauspieler.

## Leben
Andrew James Allen wurde in Redmond, Washington geboren. Seine Eltern sind Robert Allen, ein Artist und Umweltschützer und Susan Allen, eine pensionierte Röntgentechnikerin. Allen arbeitete bereits im Alter von neun Jahren in Werbespots. Seine Mutter zog mit ihm, im Alter von 14 Jahren, nach Los Angeles. Fortan hatte er Auftritte in Fernsehserien und Filmen.
Seinen ersten Auftritt beim Film hatte Allen in der Kinderkomödie Max Keebles großer Plan von Regisseur Tim Hill, seine Rolle Vladimir ist nicht im Abspann gelistet. Ab 2002 hatte er bis 2010 hauptsächlich Gastauftritte in den Fernsehserien Charmed – Zauberhafte Hexen, Eine himmlische Familie, Grey’s Anatomy, Shark, Monk, Cold Case – Kein Opfer ist je vergessen, Bones – Die Knochenjägerin, Emergency Room – Die Notaufnahme, Medium – Nichts bleibt verborgen, CSI: Miami und Ghost Whisperer – Stimmen aus dem Jenseits. In der Jugend-Drama-Serie Make It or Break It von ABC Family verkörperte Allen in drei Folgen den Ike Benzinger.
In dem Filmdrama In meinem Himmel von Regisseur Peter Jackson spielte Allen die Rolle des Samuel Heckler. Dabei stand er mit Saoirse Ronan, Mark Wahlberg, Rachel Weisz und Stanley Tucci vor der Kamera. Im Jahr 2011 spielte er die Rolle des Jasper in dem Low-Budget-Horrorfilm Hyenas, welcher als Direct-to-DVD-Produktion veröffentlicht wurde. Dabei waren Costas Mandylor und Meshach Taylor in den Hauptrollen zu sehen.

## Filmografie (Auswahl)
- 2001: Max Keebles großer Plan (Max Keeble's Big Move)
- 2001: Lizzie McGuire (Fernsehserie, Folge 1x27 Gordo and the Dwarves)
- 2002: Charmed – Zauberhafte Hexen (Charmed, Fernsehserie, Folge 5x05 Witches in Tights)
- 2004: Eine himmlische Familie (7th Heaven, Fernsehserie, Folge 9x05 Vote)
- 2004: Malcolm Mittendrin (Malcolm in the Middle, Fernsehserie, Folge 20x05 Victor's Other Family)
- 2005: Grey’s Anatomy (Fernsehserie, Folge 2x09 Thanks for the Memories)
- 2007: Shark (Fernsehserie, Folge 1x11 The Wrath of Khan)
- 2007: Monk (Fernsehserie, Folge 6x05 Mr. Monk and the Birds and the Bees)
- 2007: Cold Case – Kein Opfer ist je vergessen (Cold Case, Fernsehserie, Folge 5x01 Thrill Kill)
- 2007: Bones – Die Knochenjägerin (Bones, Fernsehserie, Folge 3x01 The Widow's Son in the Windshield)
- 2007: Emergency Room – Die Notaufnahme (ER, Fernsehserie, Folge 14x02 In a Different Light)
- 2008: Medium – Nichts bleibt verborgen (Medium, Fernsehserie, Folge 4x02 But for the Grace of God)
- 2009: CSI: Miami (Fernsehserie, Folge 7x17 Divorce Party)
- 2009: Ghost Whisperer – Stimmen aus dem Jenseits (Ghost Whisperer, Fernsehserie, Folge 4x22 Endless Love)
- 2009: In meinem Himmel (The Lovely Bones)
- 2010: Make It or Break It (Fernsehserie, Folgen 1x14–1x16)
- 2011: Hyenas
- 2012: Smiley – Das Grauen trägt ein Lächeln (Smiley)
- 2012: Criminal Minds (Fernsehserie, Folge 8x08 The Wheels on the Bus…)
- 2013: Hänsel und Gretel – Black Forest (Hänsel & Gretel Get Baked)